# Chris Harper
Pour les articles homonymes, voir Harper.
Christopher Harper, dit Chris Harper, né le 23 novembre 1994 est un coureur cycliste australien.

## Biographie
En octobre 2020, lors de la première journée de repos du Tour d'Italie, le chef de file d'Harper sur la course, Steven Kruijswijk, est testé positif au SARS-CoV-2. L'ensemble de l'équipe Jumbo-Visma décide alors d'abandonner ce Giro.

## Palmarès
- 2016
  - John Venturi Memorial
  - Tour de Bright :
    - Classement général
    - 1re étape

  -  Médaillé d'argent du championnat d'Océanie sur route espoirs
  - 3e du Tour de Tasmanie
- 2017
  - 1re étape de la Battle Recharge (contre-la-montre par équipes)
  - 3e du Tour of the King Valley
- 2018
  -  Champion d'Océanie sur route
  - UCI Oceania Tour
  - 3e du championnat d'Australie sur route
  - 3e du Tour du Jura
- 2019
  - Tour du Japon : 
    - Classement général
    - 6e étape

  - Tour de Savoie Mont-Blanc : 
    - Classement général
    - 4e et 5e étapes

  - 2e étape du Tour de Tasmanie
  - 2e du championnat d'Australie sur route
  - 2e du Tour de Tasmanie
  -  Médaillé de bronze du championnat d'Océanie sur route
- 2020
  - 3e du championnat d'Australie du contre-la-montre
- 2021
  - 3e du Santos Festival of Cycling
  - 4e du Tour des Émirats arabes unis
- 2022
  - 1re étape du Tour d'Espagne (contre-la-montre par équipes)
  - 3e du Santos Festival of Cycling
- 2024
  - 2e du championnat d’Australie sur route
  - 2e du championnat d'Australie du contre-la-montre
  - 6e du Tour de Catalogne

- 2025
  - 20e étape du Tour d'Italie

## Résultats sur les grands tours

### Tour de France
2 participations
- 2023 : 16e
- 2024 : non-partant (16e étape)

### Tour d'Italie
2 participations
- 2020 : non-partant (10e étape)
- 2025 : 23e, vainqueur de la 20e étape

### Tour d'Espagne
2 participations
- 2022 : 33e, vainqueur de la 1re étape (contre-la-montre par équipes)
- 2024 : abandon (11e étape)

## Classements mondiaux
| Année                                 | 2016 | 2017 | 2018  | 2019 | 2020 | 2021 | 2022 | 2023 | 2024 |
| ------------------------------------- | ---- | ---- | ----- | ---- | ---- | ---- | ---- | ---- | ---- |
| Classement mondial                    | 735e | 854e | 164e  | 130e | 517e | 315e | 551e | 275e | 242e |
| UCI Europe Tour                       | nc   | nc   | 1065e |      |      |      |      |      |      |
| UCI Asia Tour                         | nc   | 98e  | 133e  |      |      |      |      |      |      |
| UCI Oceania Tour                      | 17e  | nc   | 1er   | 8e   | 34e  | 15e  | 34e  | 18e  | 14e  |
|                                       |      |      |       |      |      |      |      |      |      |
| Légende : nc = non classéSource : UCI |      |      |       |      |      |      |      |      |      |